# 電気書院
電気書院（でんきしょいん）は、東京都千代田区に本社を置く出版社。
電気関連の書籍の出版を行う。自然科学書協会に加盟している。
2022年4月より電気書院Ｅ＋アカデミーを開設し、LMSで電気主任技術者などの資格試験対策を行う。

## 沿革
1933年3月、大阪で創立、⽉刊雑誌「電気計算」の発⾏、通信教育を始める。
1952年6月、本社を京都市中京区に移転し、株式会社となる。
1964年11月、本社を東京に移転。
1977年11月、⽉刊雑誌「⼯事と受験」を創刊。